# Xanthorhoe homalocyma
Xanthorhoe homalocyma là một loài bướm đêm trong họ Geometridae.